# Алдомировци
 Тази статия е за селото в Западна България.  За хребет в Антарктика вижте Алдомировски хребет.  
Алдомировци е село в Западна България. Намира се в община Сливница, Софийска област.

## География
Село Алдомировци се намира в полупланински район, на 4 km от град Сливница и на 28 km от София.
На около 2 km от селото се намира жп гара Алдомировци, откъдето преминава влаковата линия Калотина запад – Свиленград. На 1 km от жп гарата се намира известното Алдомировско блато.

## История
В съкратен регистър на Пиротския кадилък от 1530 г. Алдомировче е отбелязано като село в каза Шехир кьой, султански хас, със 165 домакинства, 15 неженени и 7 вдовици.
В околностите на Алдомировци се провеждат част от бойните действия по време на Сръбско-българската война и Отбранителното сражение при Сливница на 5-7 ноември 1885. Тук са разположени частите на „Преславския редут“ и „Знаменития люнет“. На височината Мрамора край село Алдомировци (на 4 км от гр. Сливница) се намира Първият войнишки паметник в България. В тази братска могила са положени костите на българи и сърби. Паметникът е посветен на разградските и преславските войници и офицери, дали живота си за Родината в боевете от Сръбско-българската война през 1885 г. При освещаването на паметника е присъствал и княз Фердинанд.
При честване на годишнини от битката при Сливница, до паметника на загиналите, заедно с българския трибагреник се е поставял и италианският флаг, в чест на италианските работници работили по жп линията, които участват в строежа на защитните съоръжения около селото.

## Религии
Населението изповядва източното православие.
В самия център на Алдомировци се намира ремонтираният православен храм „Свети Спиридон“, построен през 1856 г.

## Обществени институции
- Селото е с много добре развита инфраструктура и е много добре благоустроено. Има поща и здравен център.
- В селото има много добре уредено читалище – „Светлина“, в което традиционно се развива фолклорен танцов състав.
- Има основно училище – „Иван Вазов“.

## Културни и природни забележителности
В района на селото има няколко изкуствени водоема за спортен риболов: яз. Радуловци – на около 4 км, до село Радуловци, язовир „Братушково“, до едноименното село и язовир „Извор“, между с. Алдомировци и с. Извор, и един естествен – Алдомировското блато.
От 2014 г. в селото има и две екопътеки – „Войнишка памет“ и „Чешма“.

## Редовни събития
Празникът на селото се отбелязва на деня на Свети дух.

## Други
На Алдомировци е наречена улица „Алдомировска“ в София (Карта).

## Галерия
- Лазарка от с. Алдомировци
- Първият войнишки паметник
- Алдомировско блато
- Кметството
- Центъра на селото
- ЖП гара-Алдомировци